# Yannick Robert
Yannick Robert est un guitariste de jazz et fusion français, qui se caractérise par une technique exclusive de jeu aux doigts et un phrasé très mélodique.

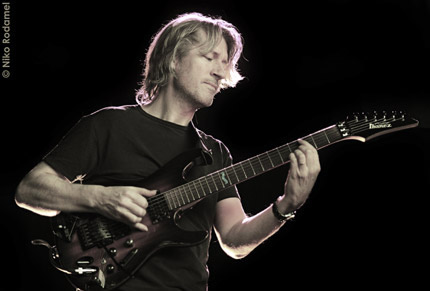
Y Robert

## Biographie
Il commence la guitare à 14 ans, après avoir pratiqué l'accordéon et les instruments celtiques (cornemuse, bombarde, flûtes irlandaises, etc.) qui le passionnent depuis l'âge de neuf ans. Ses premières années de guitare classique et de finger picking seront déterminantes pour sa technique unique de jeu aux doigts qu'il a développée par la suite.
Son itinéraire passe ensuite par le Centre d’informations musicales (CIM) de Paris (il devient lauréat du Concours national de jazz de la Défense en 1982), puis par le Guitar Institute of Technology (GIT) du Musicians Institute (en) à Hollywood en 1985 et 1986. Il y fera des rencontres essentielles : Scott Henderson, Joe Pass, Robben Ford, mais aussi le batteur André Charlier et le bassiste Benoît Vanderstraeten avec qui il fondera un premier trio à son retour et enregistrera son premier album, Le Pendule. Il se produit ensuite dans différents festivals et scènes d'Europe (Allemagne, Italie, Espagne, Suisse, Monaco ..), principalement en trio, avec des batteurs comme André Charlier, Franck Agulhon, Alain Gozzo, et des bassistes comme Benoît Vanderstraeten, Daniel Yvinec, Marc-Michel Lebévillon.
En 1990 il devient intervenant au CMCN (Centre Musical et Créatif de Nancy), qui deviendra en 1996 le Music Academy International (MAI) dont il est l'un des membres permanents.
En 1992 il est endorsé par la marque de guitares Ibanez qui lui fabrique un modèle fretless Signature.
Il est invité au festival de guitare de Vittel, pour lequel le ministère de la Culture lui commande 240 cordes de fièvre, une création pour quarante guitares. Il se produit en concert en compagnie de Scott Henderson.
À partir de 1994, il partage la scène avec Alain Caron, André Charlier, Michel Cusson, Jean-Marc Jafet, André Ceccarelli. En 1995, il devient directeur pédagogique des écoles de guitare Ibanez, le premier réseau de ce type en France, qui compte aujourd'hui une trentaine d'écoles. Parallèlement, il accroît son activité d'enseignant en participant à des stages et masterclasses dans toute la France, et en publiant de nombreuses méthodes, vidéos, ouvrages et articles pédagogiques. Il est aujourd'hui Directeur de collection aux éditions ID Musique, Lemoine et Carish.
En 2000 il se produit au Canada  avec le vibraphoniste Peter Appleyard. Il enregistre plusieurs albums sous son nom en duo, en trio ou en quartet entre 1998 et 2005. Il fonde ensuite le trio When Pop Goes to Jazz en compagnie du contrebassiste Rémy Chaudagne et du batteur Jean-Marc Robin, puis le groupe Urban Celtic avec Franck Agulhon, Benoît Vanderstraeten et le flûtiste à bec Benoît Sauvé. En 2009 et 2010 Il tourne avec la saxophoniste Céline Bonacina et son Alefa Quartet.
En 2010, il démarre le projet The Blues & Beyond Quartet, avec l'harmoniciste Sébastien Charlier, le bassiste Dominique Di Piazza et le batteur Yoann Schmidt. Leur premier album La Danse du Chat sort en juillet 2011. Il tourne depuis lors avec ce groupe dans le monde entier (Russie, Roumanie, Allemagne, Canaries, Thaïlande, Chine, Océan Indien, etc.). En 2013, il enregistre le second album du groupe (Échecs et Malt) aux studios Real World de Peter Gabriel, en Angleterre.
En 2012, il est invité par l'orchestre symphonique de Strasbourg pour participer au ciné-concert sur la bande originale de The Artist, avec le compositeur Ludovic Bource au piano.
En 2013 il participe aux côtés de Benoit Sauvé, au Festival La Nuit des Virtuoses à l'île de La Réunion.
Depuis 2013 il enregistre pour le site de formation en ligne (e-learning) imusic-school, une série de modules pédagogiques consacrés à l'accompagnement aux doigts, au jeu modal, à l'étude pratique d'un standard, à l'harmonisation d'une mélodie, aux études mélodiques pour guitare électrique, et à l'approche intuitive du Jazz.
En 2017 il enregistre un nouvel album en duo avec le bassiste Benoit Vanderstraeten (Baïkal), et un album avec son trio Soul Cages Trio, en compagnie de Gilles Coquard et de Cédric Affre consacré à une relecture Jazz et Fusion de compositions de Sting. En 2018 il enregistre un second album du trio Robert/Agulhon/Vanderstraeten, le Millenium Trio, et il sort en 2019 un album avec un nouveau quartet Agora, en compagnie de Sébastien Charlier, Franck Agulhon et Diégo Imbert.
Depuis 2018 il est endorsé par la marque de cordes Savarez
Depuis 2022 il tourne avec le quintet du batteur Jean-My Truong, et en 2023 enregistre le second album du Soul Cages Trio, en public au Chateau du Rozier.

## Discographie
En leader :
- 1991 : Le Pendule, avec Benoît Vandertsraeten (b) et André Charlier (d) (Aurophon)
- 1998 : Dix Cordes de Nuit, avec Benoît Vandertsraeten (b) (Y.B. Prod)
- 2001 : Maid of the Mist, avec André Charlier (d), Daniel Yvinec (b) et Bobby Rangel (as) (Y.B. Prod)
- 2005 : Vaci Utca, avec Franck Agulhon (d) et Benoît Vandertsraeten (b) (M.A.I./Distribution Musea)
- 2011 : La Danse du Chat avec le Blues & Beyond Quartet (Sébastien Charlier, Dominique Di Piazza et Yoann Schmidt) (Alien Beats Records)
- 2013 : "Échec et Malt" avec le Blues & Beyond Quartet (studios Real World/Alien Beats Records)
- 2017 : "Soul Cages Trio" avec Gilles Coquard (b) et Cédric Affre (d). (Alien Beats Records/Inouïe Distribution)
- 2017 : "Baïkal" avec Benoit Vanderstraeten. (Alien Beats Records/Inouïe Distribution)
- 2018 : "Millenium" avec Benoit Vanderstraeten et Franck Agulhon (Alien Beats Records/Inouïe Distribution)
- 2019 : "Secret de Polichinelle" avec Agora (Sébastien Charlier, Franck Agulhon, Diégo Imbert) (Alien Beats Records/Inouïe Distribution)
- 2023 : "2" (Live) avec Soul Cages Trio (avec Gilles Coquard et Cédric Affre) (RCA Production)

En invité :
- 1989 : Lemon Air, (Guy Cabay)
- 1992 : Duck Time (Vincent Mardens, Charlier, Vandertsraeten)
- 1993 : Nain de Jardin (Benoit Sourisse)
- 1998 : Gozzozoo (Alain Gozzo)
- 2001 : Fretless Guitar Masters
- 2005 : Village of the Unfretted
- 2010 : Amani (Matthieu Eskenazi)
- 2017 : Éouzgang (Yves Éouzan)